# Street Dogs
Street Dogs – amerykańska grupa punk rockowa powstała w Massachusetts w 2002 roku. Założona została z inicjatywy wokalisty Mike'a McColgana, który wcześniej związany był z grupą Dropkick Murphys (nagrał z nimi debiutancką płytę "Do Or Die" wydaną w 1998 roku). Street Dogs w swojej twórczości bazuje na klasycznym street punkowym brzmieniu, niekiedy wzbogacając swoje piosenki o brzmienia instrumentów folkowych, takich jak akordeon, mandolina czy banjo, dzięki czemu czasami bywają zaliczani do grona zespołów celtic punkowych.

## Dyskografia

### Albumy
- Savin Hill (2003)
- Back to the World (2005)
- Fading American Dream (2006)
- State of Grace (2008)
- Street Dogs (2010)
- Stand for Something or Die for Nothing (2018)